# Ален Жюппе
Ален Жюппе (фр. Alain Juppé; нар. 15 серпня 1945) — французький державний та громадсько-політичний діяч. Дипломат.

## Життєпис
Ален Жюппе народився у 1945 році.
З 1976 — спічрайтер Жака Ширака.
З 1993 по 1995 — міністр закордонних справ Франції в кабінеті Едуара Балладюра.
З 1995 по 1997 — прем'єр-міністр Франції за президентства Жака Ширака
З 1995 по 2004 — одночасно мер Бордо.
З 2002 по 2004 — перший голова Спілки за президентську більшість Франції.
У 2004 — звинувачений в перевитратах державних коштів, незаконному фінансуванні партії «Об'єднання в підтримку республіки» за рахунок коштів Парижу. Засуджений до умовного ув'язнення на 1,5 років та обмеженню в громадянських правах на 5 років та забороні балотуватися у виборні органи влади на 10 років. Після апеляції деякі терміни були скорочені.
У 2005 — займався викладацькою діяльністю, читав лекції в одному із інститутів Монреалю (Канада).
У 2006 — очолив народний рух і демократів-центристів на позачергових виборах до міських зборів Бордо і переміг набравши 56 % голосів виборців, очолив мерію Бордо.
У 2007 — Державний міністр і міністр охорони навколишнього середовища в кабінеті Франсуа Фійона, але після поразки на парламентських виборах оголосив про свою відставку.
З 14 листопада 2010 — Державний міністр, міністр оборони і у справах ветеранів Франції кабінеті Франсуа Фійона.
З 27 лютого 2011 до 15 травня 2012 — міністр закордонних справ Франції.
У листопаді 2016 року посів 2-е місце на праймеріз до Виборів Президента Франції від Республіканської партії, не пустивши до фіналу колишнього президента Ніколя Саркозі.

## Уряди очолювані Аленом Жюппе

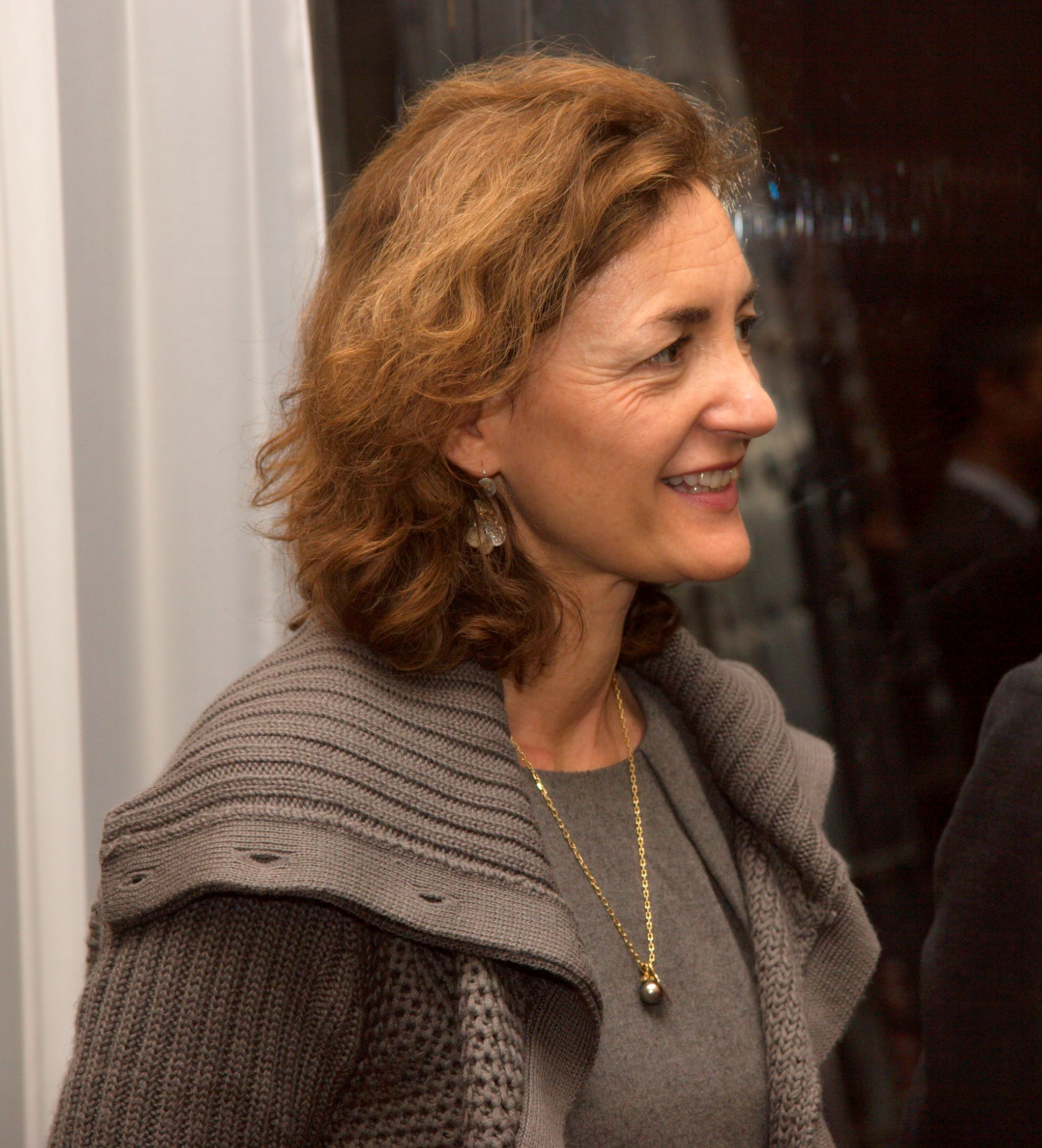
Ізабель Жюппе, дружина Ален Жюппе

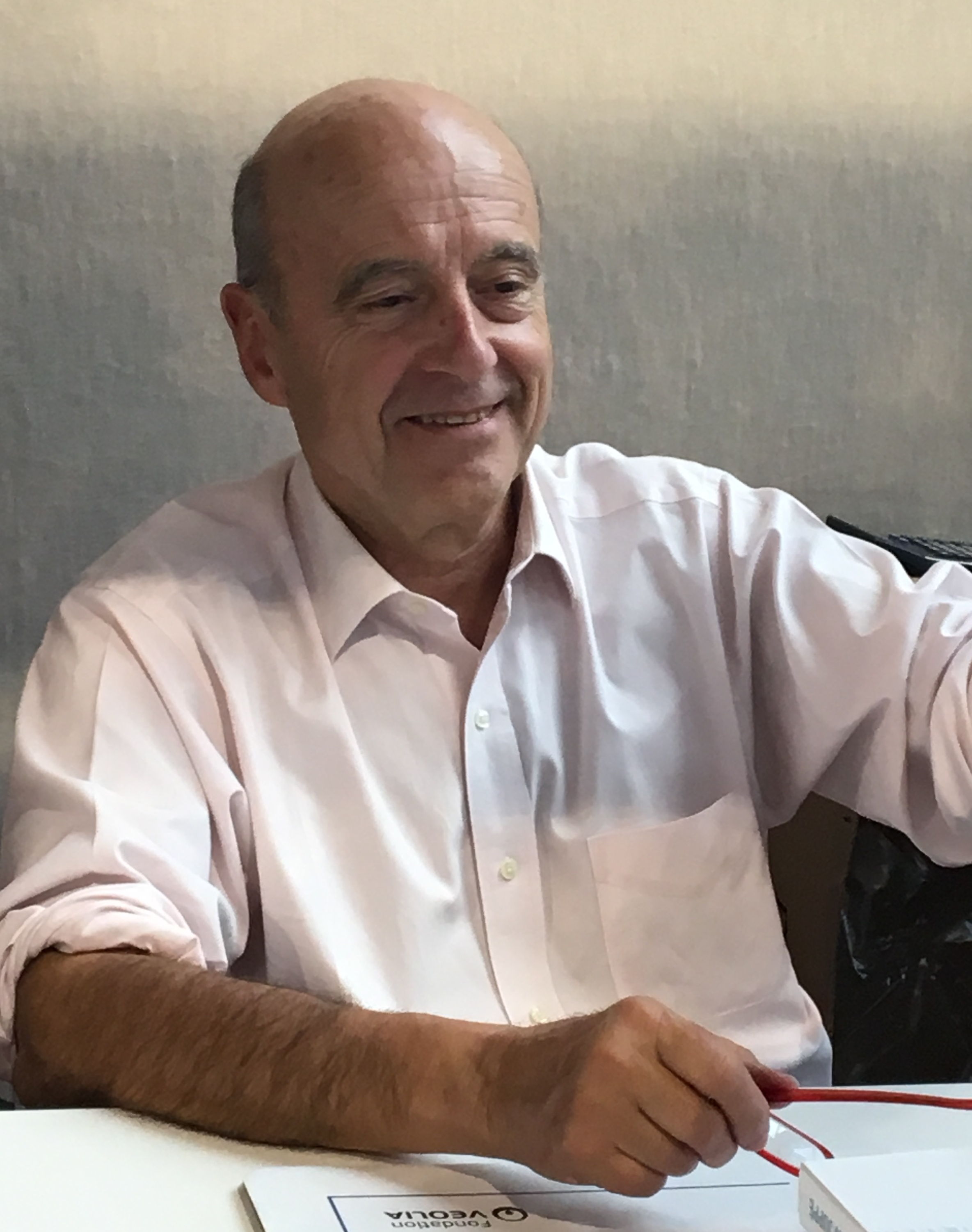
Ален Жюппе у листопаді 2015 року

### Перший склад Уряду: 18.05.1995— 07.11.1995
- Ален Жюппе — Прем'єр-міністр Франції;
- Ерве де Шаретт — міністр закордонних справ Франції;
- Шарль Мійон — міністр оборони Франції;
- Жан-Луї Дебре — міністр внутрішніх справ Франції;
- Ален Мадлен — міністр економіки і фінансів Франції;
- Жак Тубон — міністр юстиції Франції;
- Ів Галлан — міністр промисловості Франції;
- Франсуа Байру — міністр національної освіти, професійного навчання, вищої освіти та досліджень;
- Жак Барро — міністр праці, соціального діалогу і участі;
- П'єр Пасквіні — міністр у справах ветеранів і жертв війни;
- Філіпп Дуст-Блазі — міністр культури Франції;
- Філіпп Вассер — міністр сільського господарства, рибальства і продовольства;
- Корінн Лепаж — міністр охорони навколишнього середовища Франції;
- Жан-Жак де Перетті — міністр заморських територій Франції;
- Бернар Понс — міністр транспорту, регіонального планування і спорядження;
- Роже Романі — міністр у зв'язках із парламентом Франції;
- Елізабет Юбер — міністр охорони здоров'я і страхування по хворобі;
- П'єр-Андре Періссоль — міністр житлового будівництва;
- Франсуа де Пенафьє — міністр туризму Франції;
- Франсуа Фійон — міністр інформаційних технологій і пошти;
- Жан Пуеш — міністр державної служби Франції;
- Жан-П'єр Раффарен — міністр малого і середнього бізнесу, торгівлі і промисловості ремесел;
- Клод Гогуєн — міністр державних реформ, децентралізації і громадянства;
- Колетт Кодаччіоні — міністр солідарності між поколіннями;
- Ерік Рауль — міністр інтеграції і боротьби проти дискримінації;
- Жан Артуа — міністр планування Франції, згодом і міністр економіки і фінансів Франції.

### Другий склад Уряду: 07.11.1995— 04.06.1997
- Ален Жюппе — Прем'єр-міністр Франції;
- Ерве де Шаретт — міністр закордонних справ Франції;
- Шарль Мійон — міністр оборони Франції;
- Жан-Луї Дебре — міністр внутрішніх справ Франції;
- Жан Артуа — міністр економіки і фінансів Франції;
- Жак Тубон — міністр юстиції Франції;
- Франк Боротра — міністр промисловості, пошти та телекомунікацій;
- Франсуа Байру — міністр національної освіти, професійного навчання, вищої освіти та досліджень;
- Жак Барро — міністр праці і соціальних справ;
- Філіпп Дуст-Блазі — міністр культури Франції;
- Філіпп Вассер — міністр сільського господарства, рибальства і продовольства;
- Гі Друт — міністр у справах молоді і спорту Франції;
- Корінн Лепаж — міністр охорони навколишнього середовища Франції;
- Бернар Понс — міністр транспорту, житлового будівництва, туризму і спорядження;
- Роже Романі — міністр у зв'язках із парламентом Франції;
- Домінк Пербен — міністр цивільної служби, державних реформ і децентралізації;
- Жан-Клод Годен — міністр у справах міст і регіонального планування;
- Жан-П'єр Раффарен — міністр малого і середнього бізнесу, торгівлі і промисловості ремесел.

## Нагороди
- Великий хрест Національного ордену Заслуг
- Гранд-офіцер ордену Почесного Легіону
- Офіцер Національного ордена Квебеку
- Кавалер Великого хреста ордена Південного Хреста
- Кавалер Великого хреста ордена заслуг pro Merito Melitensi